# Pınar Ayhan
Pınar Ayhan (Diyarbakır, 1972) és una cantant i presentadora de la TV turca. Representà a Turquia al festival d'Eurovisió 2000, juntament amb el Grup S.O.S, amb la cançó Yorgunum Anla ("estic cansada, entén-ho", en català) guanyant el 10è lloc. És fundadora del cor Farkındalık Korosu. També realitza concerts per internet, sota el nom de Misafir Şarkılar (Les cançons convidades).
Pınar Ayhan està casada i té dos fills.

## Àlbums
No va realitzar cap àlbum fins al 2012, ja que "estava dedicant-se als seus fills", digué en una entrevista.
- Duyuyor musun? ("M'escoltes?", 2012)
- İkimiz için ("Per a nosaltres dos", 2014)